# Румели Хисар
Румели Хисар (на турски: Rumelihisarı – Румелийска крепост) е средновековна крепост, разположена в Истанбул, Турция, върху поредица от хълмове на европейския бряг на Босфора. Крепостта дава името си и на непосредствения квартал около нея в градския район Саръйер.
Замислен и построен между 1451 и 1452 г. по заповед на османския султан Мехмед II, комплексът е пуснат в експлоатация като подготовка за планирана османска обсада на тогавашния византийски град Константинопол, с цел отрязване на военноморското и логистичното облекчение, което потенциално би могло да дойде на помощ на византийците чрез пролива Босфора, откъдето идва и алтернативното име на крепостта „Boğazkesen“, т.е. „Замъкът на протока“. Неговата по-стара сестринска структура, Анадолухисар („Анадолска крепост“), се намира на отсрещните брегове на Босфора и двете крепости работят в тандем по време на последната обсада, за да задушат целия морски трафик по Босфора, като по този начин помагат на османците да постигнат целта си превръщайки град Константинопол (по-късно преименуван на Истанбул) в нова имперска столица през 1453 г.
След османското завладяване на града, Румелихисар служи като митнически контролно-пропускателен пункт и от време на време като затвор, особено за посолствата на държави, които са във война с империята. След като претърпява значителни щети при Голямото земетресение от 1509 г., структурата е ремонтирана и е била използвана непрекъснато до края на 19-ти век.
Днес крепостта е популярен музей, отворен за обществеността, и освен това действа като място на открито за сезонни концерти, художествени фестивали и специални събития.